# 1982 w sztukach plastycznych
Wydarzenia w sztukach plastycznych i wizualnych w 1982 roku.

## Wydarzenia
- W mieście Canberra otwarto galerię National Gallery of Australia[1].
- W Poznaniu powstała Galeria AT[2].
- W Kassel odbyła się międzynarodowa wystawa sztuki współczesnej documenta 7.

## Malarstwo
- Antoni Tàpies

Wspomnienie
- Ralph Goings

Ralph's Diner – olej na płótnie
- Edward Dwurnik

Kamień bronią ludu, z cyklu "Robotnicy" – olej na płótnie, 146x114 cm
z cyklu "Obrazy Duże"
Hobbysta – olej na płótnie, 250x410 cm
Turoń – akryl i olej na płótnie i draperii, 250x410 cm
- Jean-Michel Basquiat

Neapolitańczyk (Man from Naples) – technika mieszana na płótnie, 124x265 cm
Autoportret – technika mieszana na płótnie

## Grafika
- Dick Higgins

Wariacje na tematy naturalne dla orkiestry – technika mieszana: wydruk na papierze nutowym/odbitka pozytywowa, analogowa, czarno biała; 29 sztuk: 31x20 cm; partytura – 35,5x55,5 cm; w kolekcji MOCAK

## Plakat
- Jan Młodożeniec

plakat do baletu Historia żołnierza – format B1
plakat do opery Rigoletto – format B1
plakat do opery Hrabina – format B1
- Franciszek Starowieyski

plakat reklamowy giełdy PTTK – format A1
plakat do filmu Nightmares – format B1
Quinzaine des Realisateurs – format A1
plakat do filmu Znachor – format B1

## Nagrody
- World Press Photo – Manuel Pérez Barriopedro[14]
- Nagroda Oskara Kokoschki – Hans Hartung[15]

## Urodzeni
- 25 września – Maess, polska artystka współczesna

## Zmarli
- 17 lipca – Stanisław Klimowski (ur. 1891), polski malarz i rzeźbiarz
- 24 lipca – Florence Henri (ur. 1893), fotografka i malarka awangardowa
- 5 sierpnia - Michał Bylina (ur. 1904), polski malarz, grafik i ilustrator
- 22 sierpnia – Jan Henryk Rosen (ur. 1891), polski malarz
- 11 września – Wifredo Lam (ur. 1902), kubański malarz